# Nonso Anozie
Nonso Anozie (Camden, 17 novembre 1978) è un attore britannico.

## Biografia
Chukwunonso Nwachukwu "Nonso" Anozie è nato a Camden, Londra, da genitori di origine nigeriana. Nel 2002 ha la sua prima esperienza recitativa in teatro interpretando Re Lear di Shakespeare. Nel 2004 vince un Ian Charleson Award per la sua interpretazione dell'Otello. Le sue prime esperienze cinematografiche sono del 2007, con la partecipazione in ruoli secondari a film come la co-produzione europea L'ultima legione ed Espiazione di Joe Wright. Nel 2011 partecipa al film Conan the Barbarian, remake del celebre film del 1982, nel ruolo di Artus, e nello stesso anno è nel cast di The Grey con Liam Neeson. Nel 2012 interpreta per il piccolo schermo il personaggio di Xaro Xhoan Daxos nella seconda stagione della popolare serie TV HBO Il Trono di Spade.
Dal 2013 al 2014 interpreta il ruolo di Renfield nella serie NBC Dracula. Nel 2014 è nel cast di Jack Ryan - L'iniziazione, e l'anno successivo appare nel film Disney Cenerentola.

## Filmografia

### Cinema
- L'ultima legione (The Last Legion), regia di Doug Lefler (2007)
- Espiazione (Atonement), regia di Joe Wright (2007)
- La felicità porta fortuna - Happy Go Lucky (Happy-Go-Lucky), regia di Mike Leigh (2008)
- Cass, regia di Jon S. Baird (2008)
- RocknRolla, regia di Guy Ritchie (2008)
- Tata Matilda e il grande botto (Nanny McPhee and the Big Bang), regia di Susanna White (2010)
- Brighton Rock, regia di Rowan Joffé (2010)
- I Am Slave, regia di Gabriel Range (2010)
- Conan the Barbarian, regia di Marcus Nispel (2011)
- The Grey, regia di Joe Carnahan (2011)
- Ender's Game, regia di Gavin Hood (2013)
- Jack Ryan - L'iniziazione (Jack Ryan: Shadow Recruit), regia di Kenneth Branagh (2014)
- Son of God, regia di Christopher Spencer (2014)
- S.O.S. Natale (Get Santa), regia di Christopher Smith (2014)
- Cenerentola (Cinderella), regia di Kenneth Branagh (2015)
- Pan - Viaggio sull'isola che non c'è (Pan), regia di Joe Wright (2015)
- 7 giorni a Entebbe (Entebbe), regia di José Padilha (2018)
- Casa Shakespeare (All is true), regia di Kenneth Branagh (2018)
- Panama Papers (The Laundromat), regia di Steven Soderbergh (2019)
- Artemis Fowl, regia di Kenneth Branagh (2020)

### Televisione
- Prime Suspect: The Final Act – miniserie TV (1994)
- Occupation – serie TV, 3 episodi (2009)
- Outcasts – serie TV, 1 episodio (2003)
- Stolen – film TV (2011)
- Il Trono di Spade (Game of Thrones) – serie TV, stagione 2, 5 episodi (2012)
- La Bibbia (The Bible) – miniserie TV, 1 episodio (2013)
- Storie in scena (Playhouse Presents) – serie TV, 1 episodio (2013)
- Dracula – serie TV, 10 episodi (2013-2014)
- Zoo – serie TV, 39 episodi (2015-2017)
- Tut - Il destino di un faraone (Tut) – miniserie TV, 3 episodi (2015)
- Doctor Who – serie TV, 1 episodio speciale (2015) - voce
- A Midsummer Night's Dream – film TV (2016)
- Sweet Tooth – serie TV, 16 episodi (2021-2024)

### Cortometraggi
- Hollow (2010)

## Doppiatori italiani
Nelle versioni in italiano dei suoi film, Nonso Anozie è stato doppiato da:
- Roberto Draghetti in La Bibbia, La felicità porta fortuna - Happy Go Lucky, Ender's Game
- Massimo Bitossi in Zoo, Dracula, Il Trono di Spade
- Mario Bombardieri in L'ultima legione, The Grey
- Claudio Fattoretto in RocknRolla, Conan the Barbarian
- Paolo Marchese in Cenerentola, Artemis Fowl
- Alessandro Ballico in Pan - Viaggio sull'isola che non c'è
- Pino Insegno in Tut - Il destino di un faraone
- Metello Mori in Jack Ryan - L'iniziazione
- Carlo Scipioni in Espiazione
- Alessandro Rossi in Sweet Tooth